# Haro Limmu
Pour les articles homonymes, voir Haro, Limu et Limmu.
Haro Limmu ou Haro Limu est un woreda de l'ouest de l'Éthiopie situé dans la zone Misraq Welega de la région Oromia. Il compte 52 163 habitants en 2007. 
Limitrophe de la région Benishangul-Gumuz à l'ouest, le woreda est bordé dans la zone Misraq Welega par Ibantu et Limmu.
L'agglomération la plus visible sur les cartes s'appelle Haro, Horo, Haroo, ou encore Haro Limmu comme le woreda.
Au recensement national de 2007, la population du woreda atteint 52 163 habitants, tous ruraux. La majorité des habitants (54 %) sont protestants, 29 % sont orthodoxes, 9 % sont de religions traditionnelles africaines et 8 % sont musulmans.
En 2022, la population est estimée à 72 927 personnes avec une densité de population de 59 personnes par km2 et 1 236 km2 de superficie.